# 대한민국 민법 제575조
대한민국 민법 제575조는 제한물권있는 경우와 매도인의 담보책임에 대한 민법조문이다.

## 조문
제575조(제한물권있는 경우와 매도인의 담보책임) (1) 매매의 목적물이 지상권, 지역권, 전세권, 질권 또는 유치권의 목적이 된 경우에 매수인이 이를 알지 못한 때에는 이로 인하여 계약의 목적을 달성할 수 없는 경우에 한하여 매수인은 계약을 해제할 수 있다. 기타의 경우에는 손해배상만을 청구할 수 있다.

(2) 전항의 규정은 매매의 목적이 된 부동산을 위하여 존재할 지역권이 없거나 그 부동산에 등기된 임대차계약이 있는 경우에 준용한다.

(3) 전2항의 권리는 매수인이 그 사실을 안 날로부터 1년내에 행사하여야 한다.

## 같이 보기
- 제한물권
- 담보책임